# British American Tobacco
British American Tobacco (BAT) är världens näst största tobaksbolag (efter Philip Morris). Bolaget grundades 1902 i London, Storbritannien när det brittiska bolaget Imperial Tobacco Company och det amerikanska bolaget American Tobacco Company gick samman och bildade the British-American Tobacco Company Ltd. BAT har en marknadsledande position i över 50 länder och verksamhet i omkring 180 länder. Några av BAT:s kända cigarettmärken är bland annat Lucky Strike, Prince, North State (finskt märke), Kent, Vogue och Pall Mall.  
2008 förvärvade BAT snustillverkaren Fiedler & Lundgren i Malmö, en verksamhet som har sina rötter hos en skräddare i Göteborg som inledde snusproduktion redan 1783. Firma Fiedler & Lundgren grundades 1835. När Sverige införde tobaksmonopol 1915 flyttade företaget till Köpenhamn. Den 15 september 2002 startates Fiedler & Lundgren AB på nytt i Sverige och tillverkningen i fabriken i Malmö inleddes 2004. I dag har företaget 90 anställda.  Utöver snusproduktionen i Malmö har BAT ingen produktion i Sverige.
2001 investerade BAT $7,1 miljoner i det statsägda nordkoreanska bolaget Korea Sogyong Trading Corporation. Bolaget har 200 anställda i Pyongyang och har en årsproduktion på omkring 2 miljarder cigaretter. Verksamheten styrs från BAT:s enhet i Singapore. Enligt BAT produceras cigaretterna enbart för inhemsk konsumtion i Nordkorea, men det finns påståenden om att cigaretterna smugglas utomlands för försäljning i andra länder.
BAT har uppmärksammats för sitt kreativa sätt att hitta nya vägar för sin reklam när alltfler länder infört reklamförbud för tobaksprodukter. Bolaget ITC Limited som BAT är minoritetsägare i, lyckades 1996 att få sponsra världsmästerskapen i Cricket, vilka benämndes ”Wills World Cup” och åstadkom på så sätt en hög igenkänningsfaktor för cigarettmärket Wills i Indien där unga cricketfantaster var en särskild målgrupp.  BAT sponsrar även Londons symfoniorkester.
Formel1-tävlingarnas framgång är till stor del beroende av sponsring från tobaksbolagen, inklusive från BAT. 1997 tog BAT sitt engagemang i sporten till nya nivåer genom köpet av team Tyrrell för närmare £30 miljoner. Lagets namn ändrades till British American Racing (BAR) efter säsongen 1998. BAT använde laget för att marknadsföra sina större märken, särskilt Lucky Strike och State Express 555.
Den 14 september 2021, I en rapport publicerad av The NGO stop, anklagar NGO British American Tobacco för att ha distribuerat mer än 600 000 dollar i form av kontanter, bilar eller kampanjdonationer till dussintals politiker, lagstiftare, tjänstemän, journalister och anställda i konkurrerande företag mellan 2008 och 2013.

## Fotnoter
1. ↑  hämtat från: engelskspråkiga Wikipedia.[källa från Wikidata]
2. ↑  ”Financial Statements for British American Tobacco”. Google Finance. http://www.google.com/finance?q=AMEX:BTI&fstype=ii.
3. ↑  "British American Tobacco: Our History".  Bat.com. Retrieved 18 April 2011
4. ↑  "Who we are".  British American Tobacco p.l.c. Retrieved 24 March 2012.
5. ↑  Leroux, Marcus (27 February 2009)."British American Tobacco profit boosted by weak pound". Arkiverad 12 juni 2011 hämtat från the Wayback Machine. The Times (UK). Retrieved 29 August 2010
6. ↑  Om Fiedler & Lundgren Arkiverad 15 november 2011 hämtat från the Wayback Machine.
7. ↑  Ian Cobain and David Leigh (17 October 2005). "Tobacco firm has secret North Korea plant" Guardian (UK). Retrieved 18 April 2011.
8. ↑  "Scorecard: Wills World Cup". Cricketweb.net. 27 February 1996. Retrieved 18 April 2011.
9. ↑  London Symphony Orchestra
10. ↑  "Constructors: BAR". Grandprix.com. 10 March 2007. Retrieved 18 April 2011.
11. ↑  Le cigarettier British American Tobacco soupçonné de « paiements douteux » en Afrique, LeMonde, 14 September 2021